# Diócesis de Glastonbury
La diócesis de Glastonbury, de Glastonia o de Bath y Glastonbury (en latín: Dioecesis Glastoniensis y en inglés: Diocese of Glastonbury) fue una circunscripción eclesiástica de la Iglesia católica en Reino Unido. Se trataba de una diócesis latina, sufragánea de la arquidiócesis de Canterbury. Fue trasladada el 18 de marzo de 1220 y restaurada como diócesis titular en 1969. Desde el 13 de septiembre de 2024 es sede vacante.

## Territorio y organización
La diócesis extendía su jurisdicción sobre los fieles católicos de rito latino residentes en parte de Inglaterra.
La sede de la diócesis se encontraba en la abadía de Glastonbury, cuyas ruinas se hallan en Glastonbury, condado de Somerset. Fue suprimida y destruida durante la Disolución de los monasterios ordenada por el rey Enrique VIII en 1539.

## Historia
La abadía de Glastonbury es una iglesia y abadía medieval cuya leyenda la señala como una de las más antiguas; dado que sus orígenes se remontarían al establecimiento de una comunidad de monjes en el año 63, momento de la llegada de José de Arimatea, que habría aportado el Santo Grial y habría plantado el espino blanco. Aunque estos hechos carecen de realidad histórica y aun de verisimilitud, la abadía conserva su interés gracias a sus ruinas y su verdadera historia. El origen real de la abadía se remonta a principios del siglo VII y fue fundada por monjes britanos.
En 1197, Savaric Fitz Geldewin, obispo de Bath y exabad de Glastonbury, cedió la ciudad de Bath al rey a cambio de la abadía de Glastonbury. Con el permiso del papa Celestino III, transfirió la sede episcopal a su antigua abadía, cambiando el nombre de la diócesis a diócesis de Bath y Glastonbury. El 18 de marzo de 1220 el papa Honorio III concedió al obispo Jocelin de Wells, que había trasladado una vez más la sede a Bath, que se llamara obispo de Bath y Wells.

### Diócesis titular
Desde 1969 Glastonbury figura entre las sedes episcopales titulares de la Iglesia católica como diócesis de Glastonia. Desde el 13 de septiembre de 2024 es sede vacante.

## Episcopologio

### Abades-obispos de Bath y Glastonbury
- Savaric Fitz Geldewin † (1197-8 de agosto de 1205 falleció)
- Jocelin de Wells † (28 de mayo de 1206 consagrado-18 de marzo de 1220 sede renombrada Bath y Wells)

### Obispos titulares
- Thomas Joseph Toolen † (29 de septiembre de 1969-4 de diciembre de 1976 falleció)
- Kevin O'Connor † (28 de mayo de 1979-5 de mayo de 1993 falleció)
- Peter Stephan Zurbriggen † (13 de noviembre de 1993-28 de agosto de 2022 falleció)
- Philip Robert Moger (28 de noviembre de 2022-13 de septiembre de 2024 nombrado obispo de Plymouth)